# Norman F. Ness
Pour les articles homonymes, voir Ness.
Norman Frederick Ness, né le 15 avril 1933 à  Springfield (Massachusetts) et mort le 4 décembre 2023, à Venice (Floride), est un géophysicien et astrophysicien américain. Il a travaillé à l'université de Californie à Los Angeles. Il est connu pour l'étude des champs magnétiques extraterrestres avec des sondes spatiales.
Norman Ness obtient un Bachelor en 1955 au Massachusetts Institute of Technology, où il passe son Doctorat de géophysique en 1959. Après cela, en 1960, il devient professeur adjoint à l'université de Californie à Los Angeles.
De 1966 à 1986, il est le directeur du Laboratoire de physique extraterrestre au NASA Goddard Space Flight Center où il mène des recherches et il est un pionnier dans le développement de magnétomètres pour l'étude des champs magnétiques interstellaires et planétaires (ainsi que le vent solaire) faite avec les sondes spatiales. Dans son domaine, il dirige des programmes de la NASA, notamment pour les sondes spatiales Mariner, Pioneer et Voyage.
De 1987 à 2000, il est directeur de l'Institut de recherche Bartol, en 2000, de l'université du Delaware, où il était déjà professeur depuis 1978. En 1969 et 1970, il a été professeur invité à Rome.